# 索拉罗洛拉伊内廖
索拉罗洛拉伊内廖（義大利語：Solarolo Rainerio），是意大利克雷莫纳省的一个市镇。总面积11平方公里，人口1035人，人口密度94.1人/平方公里（2009年）。国家统计（ISTAT）代码为019096。